# Heinrich Daniel Städel
Heinrich Daniel Städel (* 5. Januar 1771 in Straßburg; † 16. August 1857 in Mainz) war ein hessischer Bankier und Politiker und Abgeordneter der 2. Kammer der Landstände des Großherzogtums Hessen.
Heinrich Daniel Städel war der Sohn des Kornspeicheraufsehers Daniel Bernhard Städel und dessen Ehefrau Marguerite Salomé, geborene Schatz. Städel, der zunächst evangelischen Glaubens war und dann zum Katholizismus konvertierte, heiratete Sara geborene Saltzmann. Er war Großhändler und Bankier in Mainz. 1833 war er dort Polizeikommissär und wurde 1835 Vizepräsident der Handelskammer Mainz.
Von 1841 bis 1842 gehörte er der Zweiten Kammer der Landstände an. Er wurde für den Wahlbezirk der Stadt Mainz gewählt.